# Bonizo von Sutri
Bonizo von Sutri (* um 1045; † 15. Juli ca. 1094) war ein römisch-katholischer Bischof und Kanonist.

## Leben
Bonizo wurde im zweiten Viertel des 11. Jahrhunderts (wahrscheinlich um 1045) an einem unbekannten Ort in der Kirchenprovinz Mailand geboren. Wahrscheinlich in Cremona erhielt er eine geistliche Ausbildung. Er kannte die Pataria-Bewegung, die in dieser Zeit eine Reform des Klerus forderte. In seinem Liber ad amicum berichtet er, möglicherweise als Augenzeuge, wie 1067 der neue Bischof Arnold von Cremona von Anhängern der Pataria verprügelt wurde. Über die Pataria hatte Bonizo auch Kontakt zum Papsttum; in den 1070er Jahren ist seine Anwesenheit auf mehreren Synoden bezeugt und er hielt sich länger in Rom auf. In dieser Zeit kam er in Kontakt mit anderen Geistlichen wie Kardinal Deusdedit und Atto von San Marco, die sich wie er selbst mit dem Kirchenrecht beschäftigten.
Als Anhänger Papst Gregors VII. wurde er spätestens 1078 mit dessen Unterstützung Bischof von Sutri. Ebenfalls 1078 war er als päpstlicher Legat in Cremona tätig. Auf der Fastensynode von 1078 gehörte er zu denen, die eine Aussöhnung mit Berengar von Tours anstrebten. Ob und wie stark Bonizo in Sutri als Bischof wirken konnte, ist unbekannt; wahrscheinlich wurde er von den Anhängern Wiberts von Ravenna vertrieben. Im Jahr 1082 wurde Bonizo von König Heinrich IV. für eine unbekannte Zeit lang gefangen genommen. Später floh er, ähnlich wie Anselm II. von Lucca, zu Gräfin Mathilde von Canossa. Damals schrieb er ein polemisches Werk (Liber ad amicum, „Buch an einen Freund“), in dem er den Gebrauch von Gewalt in religiösen Konflikten rechtfertigt und Mathilde von Canossa preist. Als Anselm von Lucca 1086 starb, intervenierte Bonizo bei dessen Begräbnis und verhinderte, dass Anselm im Kloster Polirone bestattet wurde; stattdessen erhielt er sein Grab in der Kathedrale von Mantua. Seit 1086 war Bonizo Bischof von Piacenza, wo es erheblichen Widerstand gegen ihn gab. Während seines Episkopats polemisierte Bonizo gegen Clemens III. (Wibert von Ravenna) und predigte auch in dessen Erzbistum. Papst Urban II. unterstützte Bonizo, aber nur in geringem Umfang. Im Jahr 1089 blendeten und verstümmelten ihn Bonizos Gegner in Piacenza und vertrieben ihn aus der Stadt. Bonizo überlebte den Angriff um mehrere Jahre und stellte danach noch seinen Liber de vita christiana („Buch über das christliche Leben“) zusammen, vielleicht in Cremona. Er starb am 15. Juli eines unbekannten Jahres um 1094.

## Werke
Bonizo hat historische, theologische und polemische Werke verfasst und eine Kanones-Sammlung kompiliert, die den Titel Liber de vita christiana („Buch über das christliche Leben“) trägt.
- Liber de vita christiana, ed. Ernst Perels (= Texte zur Geschichte des römischen und kanonischen Rechts im Mittelalter Band 1), Weidmann, Berlin 1930. Digitalisat.
- Liber ad amicum, ed. Ernst Dümmler in MGH Libelli de lite 1, 571–620. Digitalisat